# Marcio Lott
Marcio Lott (Belo Horizonte, 1940) é um cantor brasileiro.
Começou sua carreira artística desde infância, aos 15 anos de idade, quando se apresentava em shows e festivais na sua cidade natal, Belo Horizonte, ao lado de Tavito e Toninho Horta. Foi um dos fundadores do grupo vocal Be Happy e Nós Quatro, formado em 2003.

## Discografia
- (2014) Como Nós Gostamos (Marcio Lott & Charles Marrot Trio)
- (2005) EmCantos Geraes
- (2004) Nós Quatro
- (1999) Arco–íris (Faixas: "Amigos", "Minha Casa" e "Você Me Chamou de Feio")
- (1997) Estrelinhas (Faixas: "Piaba" e "Curió")
- (1990) Vamos Mudar o Rio (Faixas: "Acorda Rio", "Maracanã", "Quinta da Boa Vista", "Subúrbios" e "Floresta da Tijuca")
- (1981) Às Vozes do Jingle
- (1978) Outra Vez
- (1977) Marcas do Que Se Foi/Menina do Mato
- (1977) Cavalo Bravo/Comportamento
- (1977) Tema de Baby
- (1977) Dose dupla - Zurana
- (1977) Sem Lenço, Sem Documento (Faixa: "Comportamento")
- (1977) À Sombra dos Laranjais (Faixa: "Mata-borrão")
- (1976) Like I Do/Someone
- (1976) O Casarão - Trilha sonora da novela (Faixa: "Menina do Mato")
- (1973) Meu Silêncio - da novela "Uma Rosa com Amor"
- (1973) Cavalo de Aço - Trilha sonora da novela (Faixa: "Um Corpo Só")
- (1973) Os Ossos do Barão - Trilha sonora da novela (Faixa: "Tenha Juízo")
- (1972) Uma Rosa com Amor - Trilha sonora da novela (Faixa: "Meu Silêncio")
- (1968) Litoral/Sá Marina
- (1964) Maria Madrugada